# Scaptobius natalensis
Scaptobius natalensis är en skalbaggsart som beskrevs av Karl Henrik Boheman 1857. Scaptobius natalensis ingår i släktet Scaptobius och familjen Cetoniidae. Inga underarter finns listade i Catalogue of Life.